# Sakala tänav
La rue Sakala (estonien : Sakala tänav) est une rue de Tallinn en Estonie.

## Présentation
La rue Sakala est une rue des quartiers Tatari et Südalinn de l’arrondissement Kesklinn.
La rue Sakala commence à l'intersection du boulevard Estonia puiestee et de la rue Georg Otsa tänav et continue vers le sud puis le sud-ouest.
Elle croise les rues Kentmanni tänav, Tatari tänav et se termine dans la rue Pärnu maantee à l'intersection de la rue Peeter Süda tänav. 
La rue à une longueur de 536 mètres.
Au début de la rue, au sud-ouest de l'intersection des rues Estonia puieste et Sakala tänav se trouve le centre commercial Solarise keskus.
Jusqu'en 1935, la rue s'appelait route Väike-Pärnu.

## Lieux et monuments de la rue
- Sakala tänav 1-3 -  Ministère de la Défense
- Sakala 4 - Immeuble de Edgar Johan Kuusik, Inspection des finances[5]
- Sakala tänav 10 - Ambassade de Belgique en Estonie
- Sakala tänav 21 - Immeuble résidentiel[6],[7]
- Sakala tänav 23 - Ancien bâtiment  du musée pédagogique de Tallinn[8],[9]

## Galerie

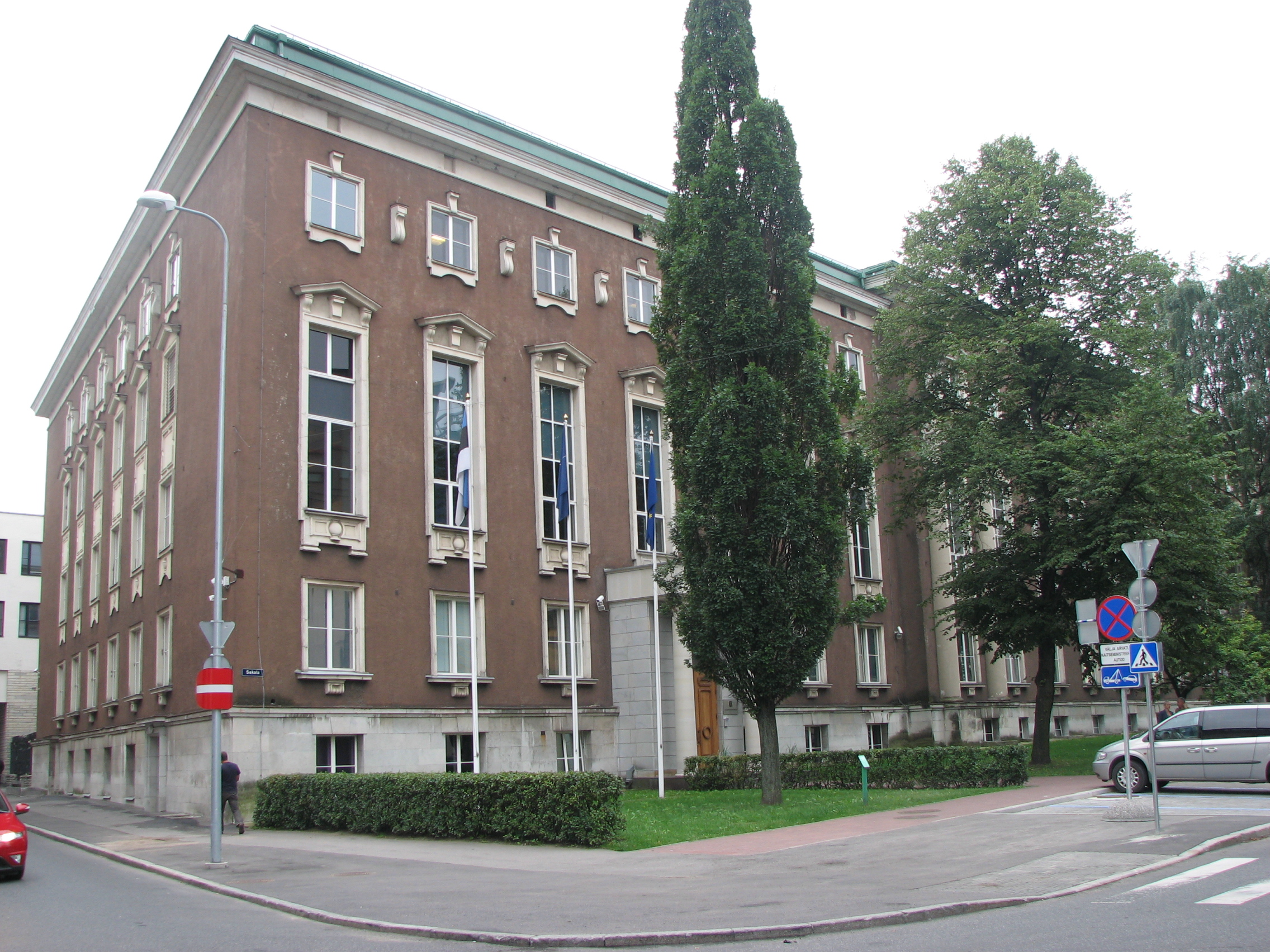
Sakala 1-3,  Ministère de la Défense
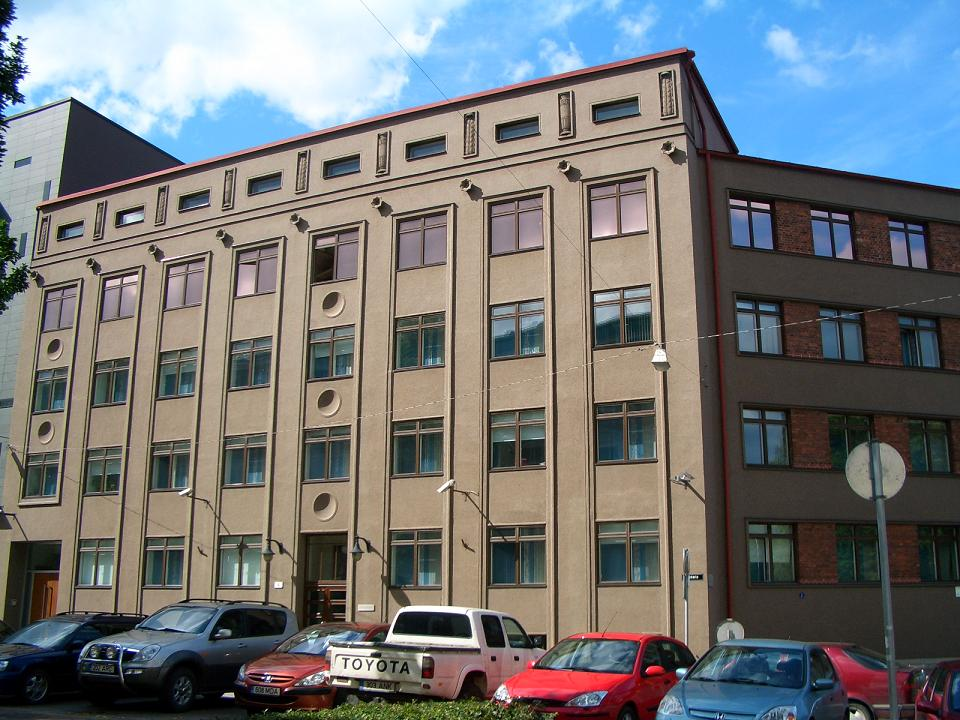
Sakala 2-4, Immeuble de Edgar Johan Kuusik.
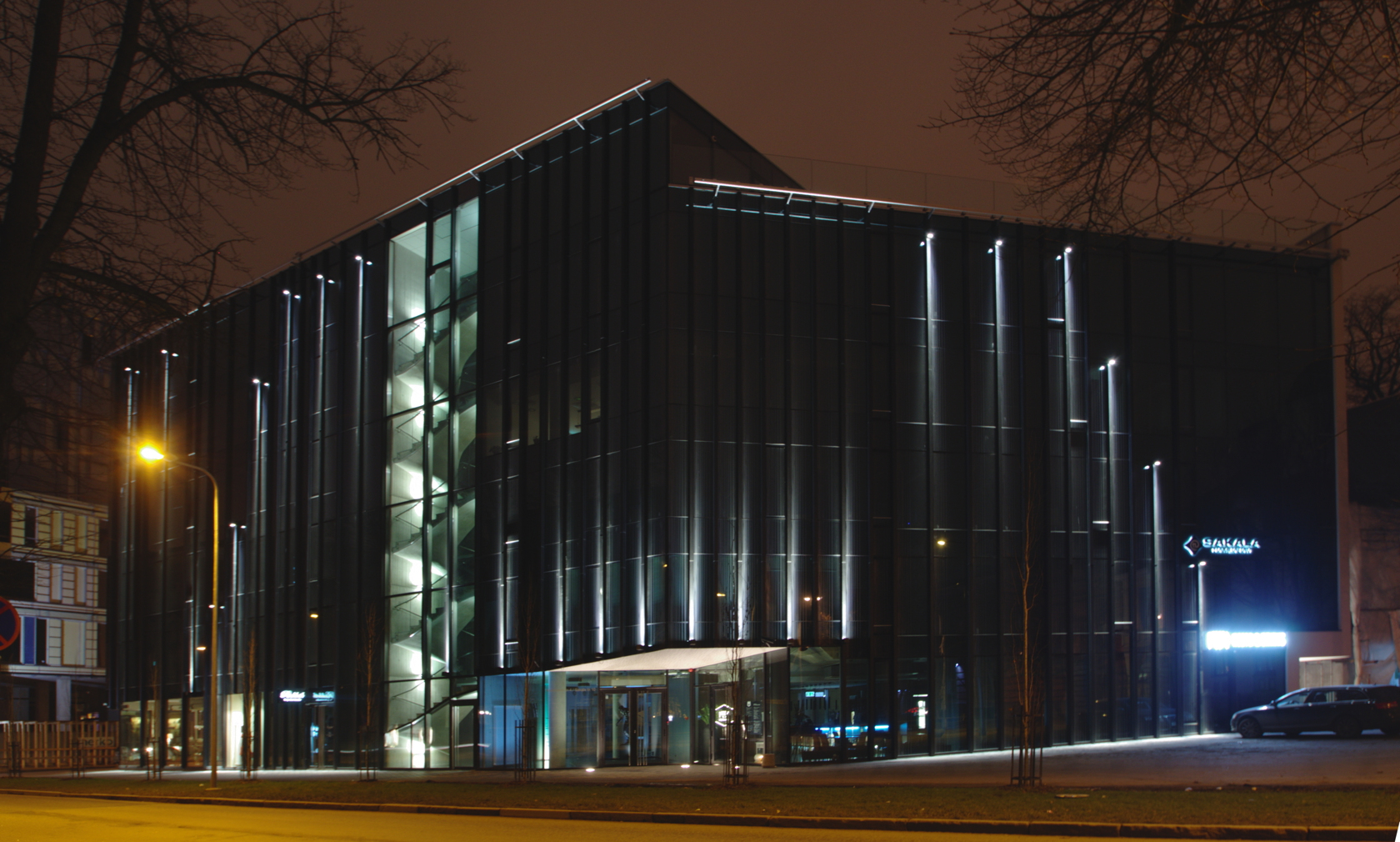
Sakala 10, Consulat de Belgique.
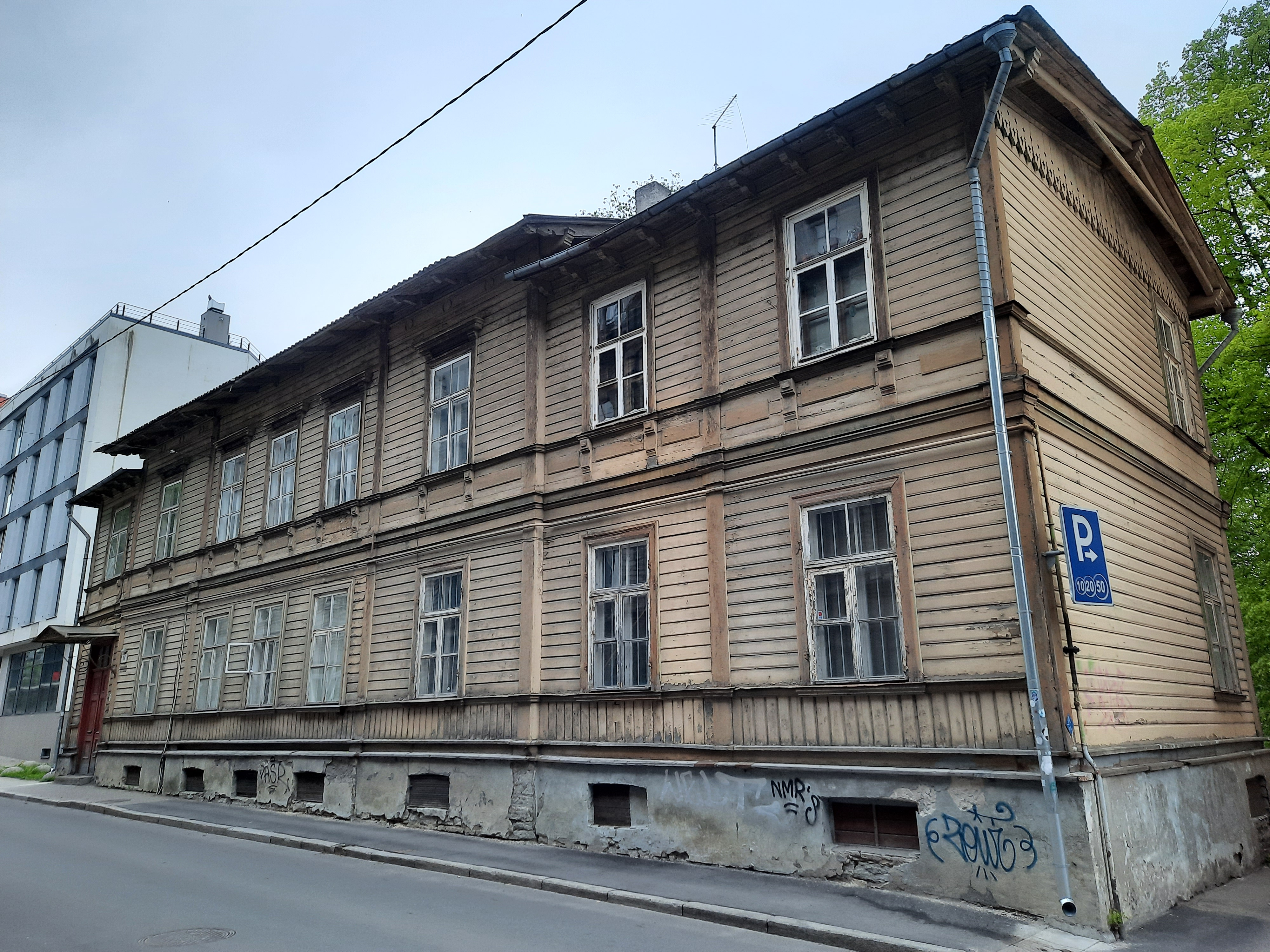
Sakala 14

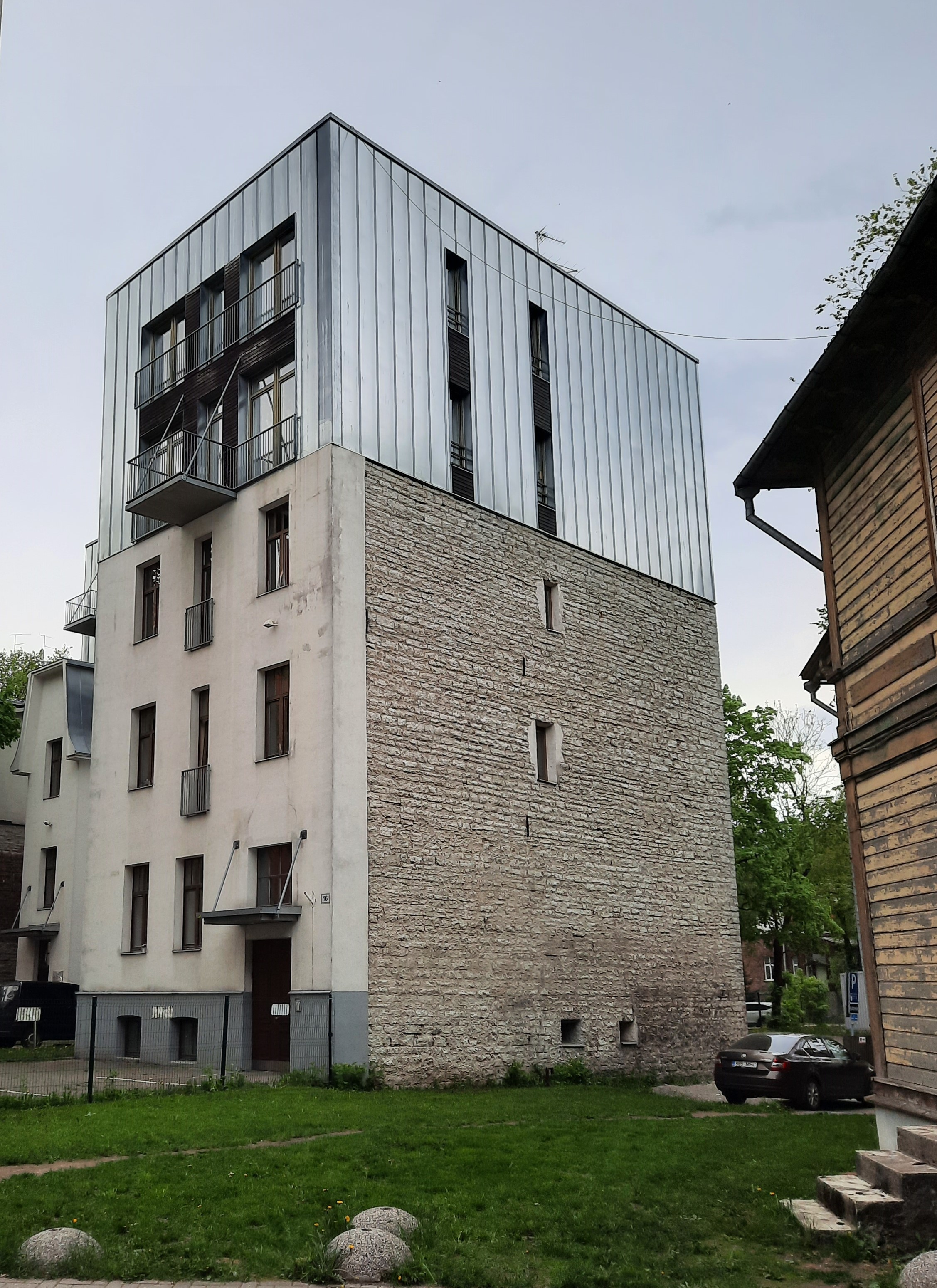
Sakala 16
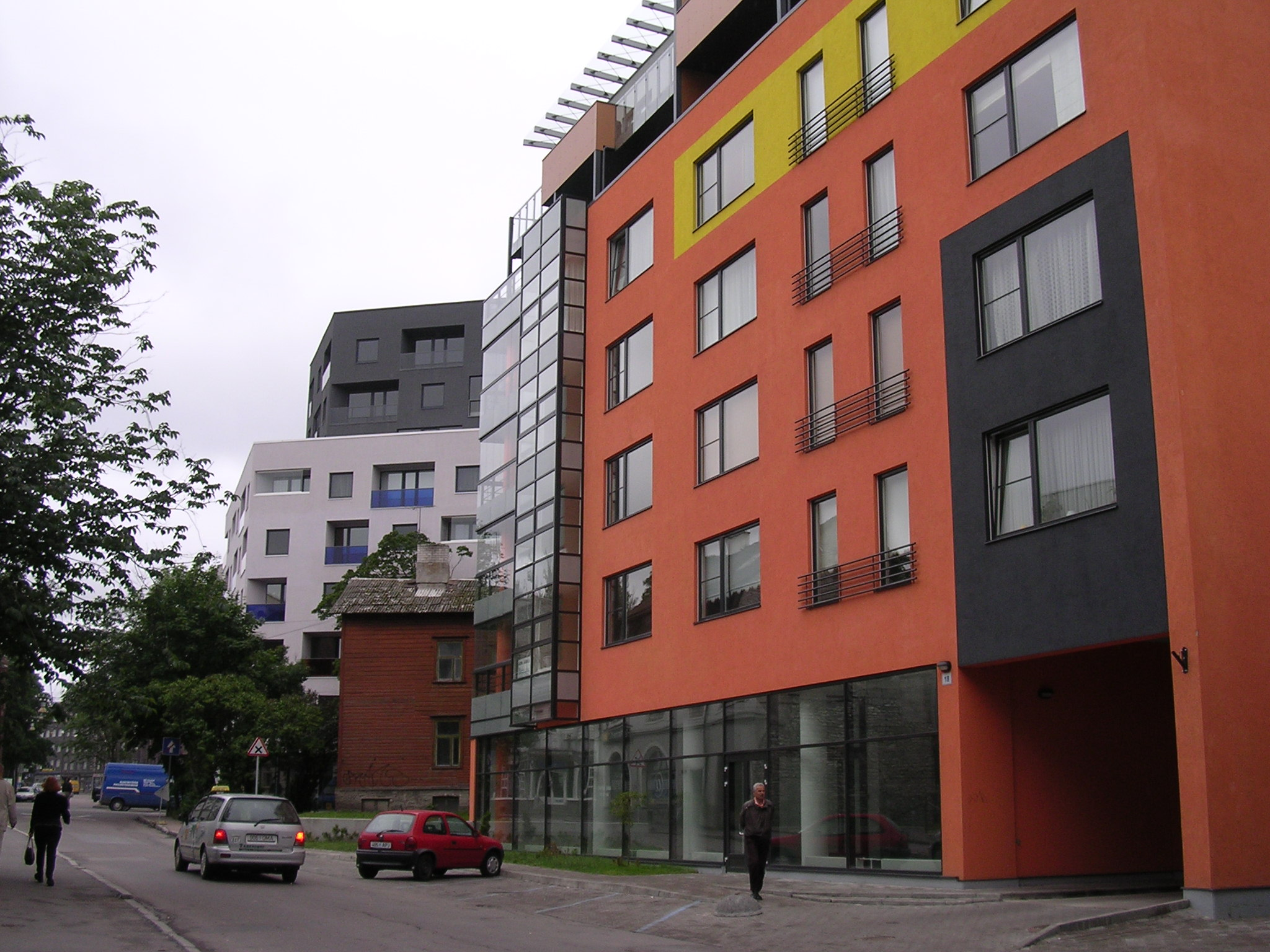
Sakala 18
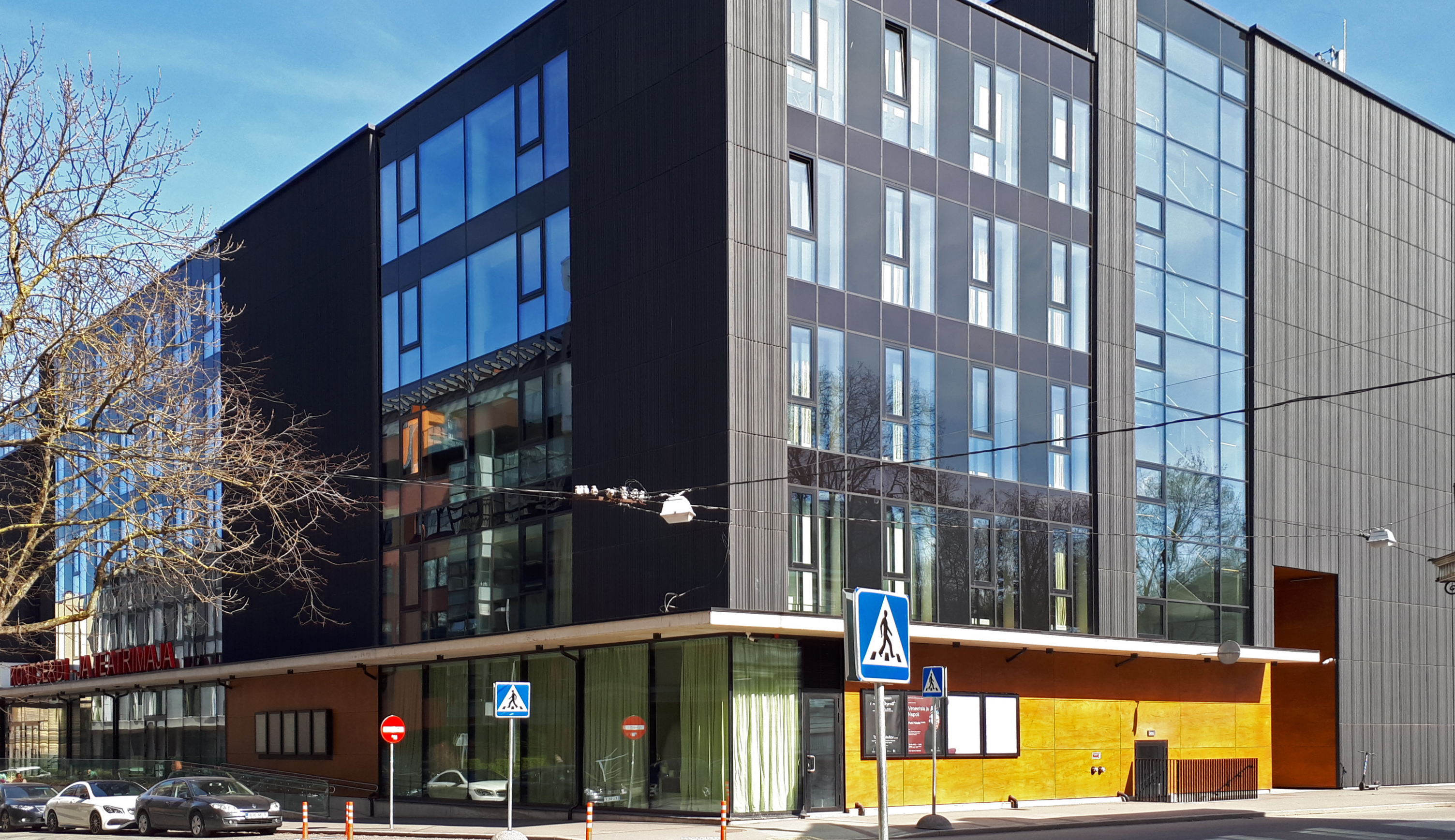
Centre de concert et de théâtre.
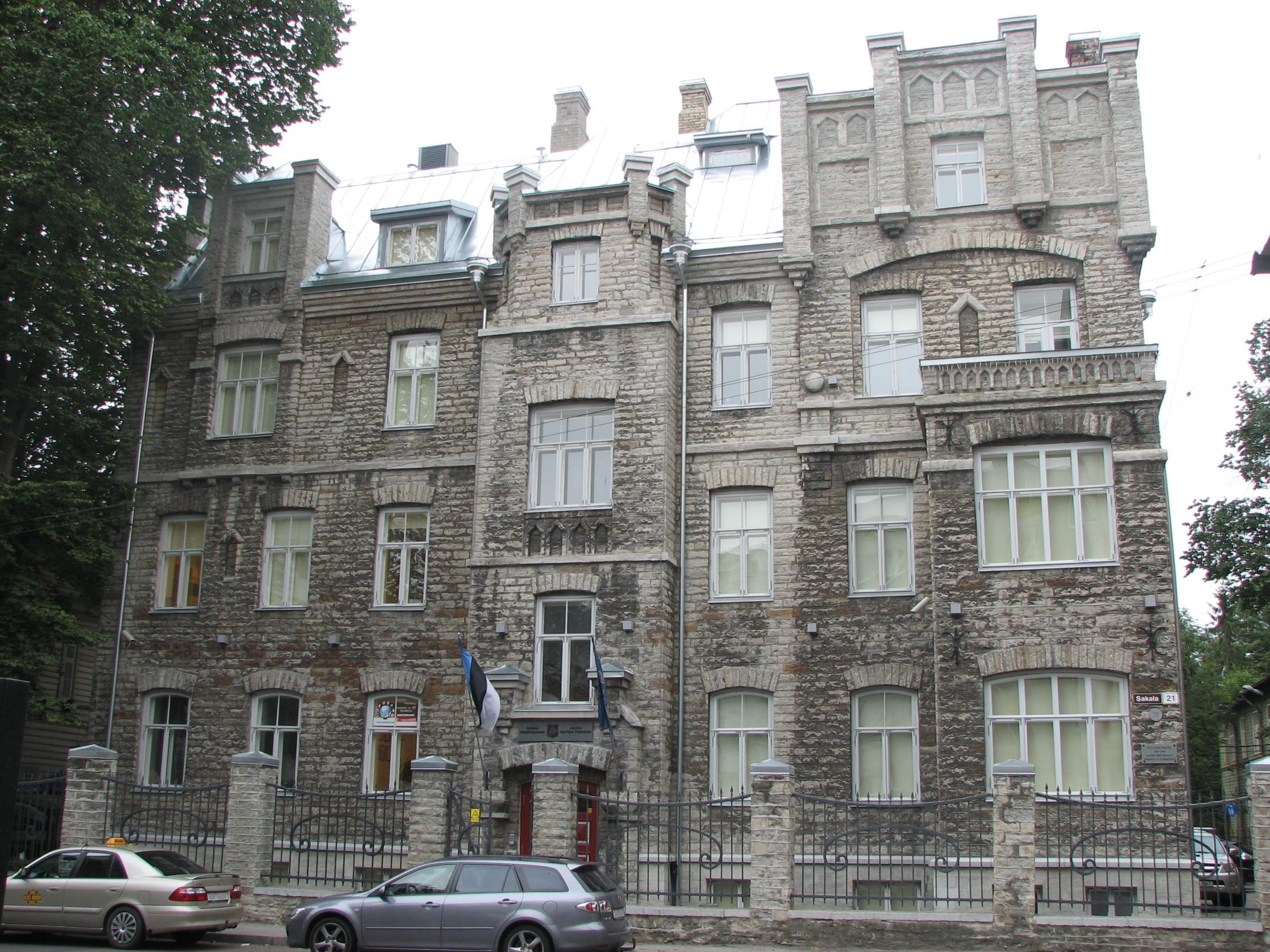
Sakala 21,  lycée.
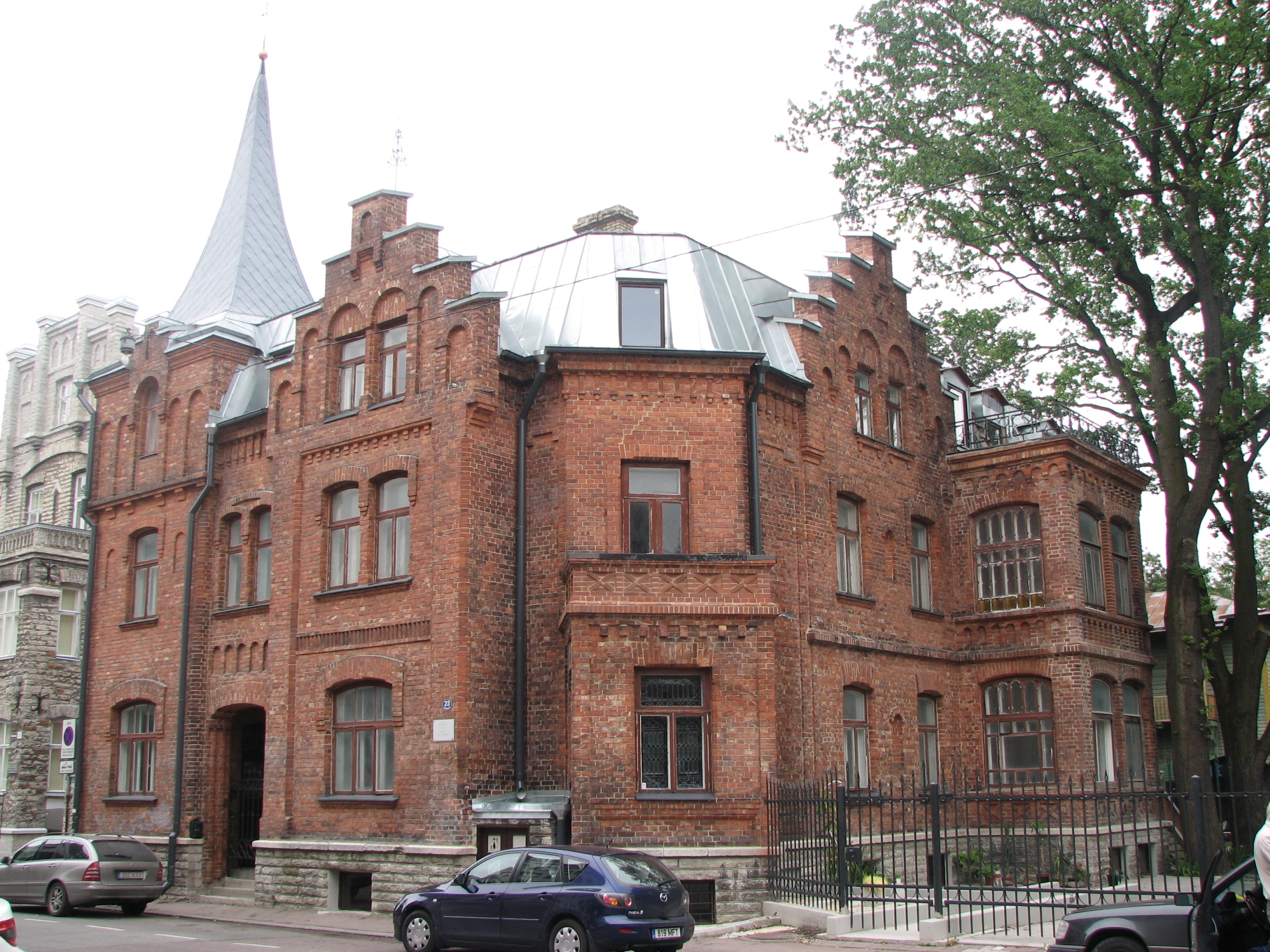
Sakala 23, Institut de formation des enseignants de la RSS d'Estonie.